# Script for a Jester's Tear
„Script for a Jester's Tear“ (на български: Ръкопис за сълзата на шута) е първият дългосвирещ студиен албум на английската прогресив рок група Мерилиън. Издаден е през 1983 г. и достига до позиция №7 в британските класации за албуми. Това е единственият албум с барабаниста Мик Пойнтър, който впоследствие е сред основателите на групата Арена. Две от песните са издадени като сингли: „He Knows You Know“ и „Garden Party“. И двете влизат в Топ 40 на Обединеното кралство. Преди пускането на албума, през 1982 г. е издаден дебютният сингъл за групата „Market Square Heroes“ с две песни от Б-страна: „Three Boats Down from the Candy“ и „Grendel“. Те обаче не влизат в първия албум, а са включени първо в компилацията от 1988 г. B'Sides Themselves и после в ремастериран CD през 1997 г.
„Script for a Jester's Tear“ добива статус на „Платинен албум“ за Обединеното кралство, като е продаден в над 300 000 копия.

## Списък на песните

### 1983
1. „Script for a Jester's Tear“ – 8:44
2. „He Knows You Know“ – 5:23
3. „The Web“ – 8:52
4. „Garden Party“ – 7:19
5. „Chelsea Monday“ – 8:17
6. „Forgotten Sons“ – 8:23

### Ремастериран CD 1997
В допълнение към оргиналните песни от 1983 г. са добавени и следните композиции:
1. „Market Square Heroes“ – 4:18
2. „Three Boats Down from the Candy“ – 4:31
3. „Grendel“ (Fair Deal Studios Version) – 19:10
4. „Chelsea Monday“ (Manchester Square Demo) – 6:54
5. „He Knows You Know“ (Manchester Square Demo) – 4:29
6. „Charting the Single“ – 4:51
7. „Market Square Heroes“ (алтернативна версия) – 4:48

## Музиканти
- Дерек Уилям Дик – Фиш – вокали
- Стив Родъри – китари
- Марк Кели – пиано
- Пийт Треуавас – бас
- Мик Пойнтър – барабани

## Комерсиални класации
| Година | Класация       | Позиция |
| ------ | -------------- | ------- |
| 1983   | UK Album Chart | 7       |